# Alegeri prezidențiale în România, 2019
Alegerile prezidențiale din România au avut loc în două tururi de scrutin, pe 10 și 24 noiembrie 2019. 27 de persoane și-au anunțat intenția de a candida la alegerile din 2019. Dintre acestea, 17 și-au depus dosarul la Biroul Electoral Central (BEC), fiind admise în final 14 candidaturi, un număr similar cu cel de la scrutinul precedent. Eligibil pentru un al doilea mandat, președintele în funcție, Klaus Iohannis, a ieșit pe primul loc în primul tur, înaintea fostului premier PSD Viorica Dăncilă.
Scrutinul, marcat printr-o prezență relativ scăzută în țară (mai scăzută semnificativ comparativ cu la alegerile prezidențiale precedente din 2014), s-a desfășurat la mai puțin de o săptămână după înlocuirea Vioricăi Dăncilă (PSD) cu Ludovic Orban (PNL) pentru postul de premier. Al doilea tur a fost câștigat de Iohannis, cu puțin peste 200.000 de voturi mai multe decât în 2014. Acesta a obținut 66% din sufragii, în timp ce candidatul PSD a obținut 34%, cel mai slab scor înregistrat vreodată în istoria acestui partid la alegerile prezidențiale.

## Context
Klaus Iohannis a câștigat ultimele alegeri prezidențiale în 2014, cu 54,43% din voturi, fiind învestit în funcție odată cu depunerea jurământului pe 21 decembrie 2014. Potrivit articolului 81 din Constituția României, „nicio persoană nu poate îndeplini funcția de Președinte al României decât pentru cel mult două mandate”, astfel că Klaus Iohannis este eligibil pentru realegere.

## Sistem electoral

### Dispoziții generale
Votul este reglementat de Legea nr. 370/2004 și prevederi ale articolului 81 din Constituția României. Alegerea președintelui are loc în două tururi. Al doilea tur de scrutin are loc numai în cazul în care, în primul tur, niciunul dintre candidați nu a întrunit 50% + 1 din voturile alegătorilor înscriși pe listele electorale permanente. Pentru a putea candida este necesară depunerea la Biroul Electoral Central a listelor cu semnăturile ale cel puțin 200.000 de susținători.

### Modificările la legea electorală din 2019
Deoarece la ultimele alegeri prezidențiale, precum și la alegerile europarlamentare din 2019, au fost probleme cu votul românilor aflați în diaspora, Autoritatea Electorală Permanentă a propus abrogarea Legii nr. 370/2004 privind alegerea președintelui și înlocuirea acesteia cu un nou act normativ, care să preia votul anticipat, votul prin corespondență și simplificarea procedurilor la secțiile de votare din străinătate.
Pe 3 iulie 2019, Camera Deputaților a adoptat, în calitate de for decizional, cu 228 de voturi „pentru”, unul „împotrivă” și 19 abțineri, proiectul pentru modificarea unor acte normative privind votul în străinătate la alegerile prezidențiale. Proiectul prevede prelungirea duratei de vot la trei zile – vineri, sâmbătă și duminică – pentru românii din diaspora. Vineri se votează între orele locale 12–21, iar sâmbătă și duminică între orele 7–21. De asemenea, românii din străinătate care se află la rând sau în secția de votare la ora 21, când se închid secțiile, pot să voteze până la maximum ora 23:59. Procedura privind prelungirea timpului de vot până la maximum ora 23:59 se aplică și în secțiile de vot din țară. Totodată, a fost introdus votul prin corespondență și pentru alegerile prezidențiale și a fost simplificat procesul de vot prin automatizarea listelor suplimentare. Potrivit președintelui AEP, Florin Mitulețu-Buică, votul prin corespondență se aplică numai pentru diaspora.
Pe 28 iulie a fost lansat portalul www.votstrainatate.ro, unde românii care vor să voteze în străinătate pot să se preînregistreze. Din cauza numărului mic de persoane care s-au înscris până la termenul inițial de 11 septembrie, Guvernul a prelungit, prin ordonanță de urgență, termenul până pe 15 septembrie. Cu toate acestea, doar 41.003 români din străinătate (aproximativ 1% din totalul celor cu drept de vot) s-au înscris pentru votul prin corespondență. De asemenea, 38.944 de români s-au înscris ca alegători la secțiile din străinătate. Guvernul nu a anunțat nicio campanie de publicitate pentru votul prin corespondență, iar promovarea a fost realizată de câteva instituții (AEP, MAE, MRP și ambasade) pe site-urile proprii și canalele de social media. În lipsa unor bugete consistente de promovare, AEP și CNA au făcut apel la posturile de televiziune și radio din România să difuzeze gratuit clipurile de promovare realizate de AEP și de o coaliție de asociații civice.

## Calendar electoral
Calendarul alegerilor prezidențiale a fost aprobat de Guvern în cadrul ședinței din 27 august 2019:
- 2 septembrie: depunerea la BEC a protocolului de constituire a unei alianțe electorale;
- 11 septembrie (prelungit până pe 15 septembrie): înregistrarea în registrul electoral ca alegător în străinătate sau ca alegător prin corespondență;
- 22 septembrie, ora 24: depunerea candidaturilor și comunicarea către BEC a semnelor electorale;
- 29 septembrie: stabilirea ordinii de înscriere în buletinul de vot a candidaților;
- 12 octombrie: începe campania electorală;
- 8 noiembrie, orele 12–21 (–23:59): prima zi de votare în străinătate;
- 9 noiembrie, ora 7: se încheie campania electorală în țară;
- 9 noiembrie, orele 7–21 (–23:59): a doua zi de votare în străinătate;
- 10 noiembrie, orele 7–21 (–23:59): a treia zi de votare în străinătate și începerea votării în țară.

## Nominalizarea candidaților

### Partidul Social Democrat
Fostul președinte PSD, Liviu Dragnea și primarul Bucureștiului, Gabriela Firea, au fost două nume vehiculate de colegii de partid ca potențiali candidați ai PSD. În timp ce Firea a declarat că dorește să își finalizeze mandatul la Primăria Capitalei, Dragnea nu a respins ideea unei candidaturi la prezidențiale. Totodată, Firea opina că „președintele partidului este persoana cea mai indicată, potrivită și care trebuie să-și preia acest rol cât se poate de serios”. Pe 1 septembrie 2018, Liviu Dragnea și Gabriela Firea au anunțat că nu intenționează să candideze la alegerile prezidențiale. După alegerile europarlamentare din 26 mai 2019, Dragnea a afirmat că Gabriela Firea sau Călin Popescu-Tăriceanu ar trebui să fie candidatul PSD–ALDE la prezidențiale. Totuși, Firea a reiterat că nu dorește să candideze la Președinție. În urma condamnării din 27 mai 2019, Liviu Dragnea a devenit neeligibil pentru această funcție și nu poate candida la alegeri.
Pe 23 iulie 2017, deputatul PSD Liviu Pleșoianu a anunțat pe contul său de Facebook că a luat decizia de a candida la alegerile prezidențiale. A reconfirmat această intenție pe 11 ianuarie 2018, declarând că va candida indiferent de propunerea oficială a partidului. În iunie 2019, noul președinte al partidului, Viorica Dăncilă, a anunțat că au fost demarate sondaje interne pentru desemnarea prezidențiabilului PSD. PSD a luat în calcul și eventualitatea unei candidaturi comune cu ALDE, dar și sprijinirea unui candidat independent. Printre cei care și-au făcut publică intenția de a se înscrie în cursa internă s-au numărat senatorul Șerban Nicolae, ministrul Finanțelor Eugen Teodorovici și senatorul Mihai Fifor. Potrivit sondajului intern comandat de PSD, Șerban Nicolae, Liviu Pleșoianu și Mihai Fifor au obținut procente cât marja de eroare (3%). Eugen Teodorovici abia a atins 5%, în timp ce Viorica Dăncilă se situează între 9–11%. Deși nu s-a înscris în cursa internă, Viorica Dăncilă a admis că ar putea candida la prezidențiale, dar numai în cazul în care partidul o cere. În măsurătorile sociologice au fost incluși și Ecaterina Andronescu și Călin Popescu-Tăriceanu, dar și opțiunea „candidat independent”, fără un nume asociat. Teodorovici și Fifor s-au retras ulterior din cursa pentru alegerea prezidențiabilului PSD. Cu toate că a negat în trecut intenția de a candida, Gabriela Firea a anunțat pe 20 iulie că intră în competiție.
În ședința Comitetului Executiv Național din 15 iulie, PSD a respins prin vot propunerea ca liderul ALDE, Călin Popescu-Tăriceanu, să fie susținut la alegerile prezidențiale și a decis că va avea propriul candidat, urmând ca o eventuală susținere reciprocă să se facă în turul doi. Pe 23 iulie, Viorica Dăncilă a fost votată în Biroul Permanent Național pentru a fi candidat la Președinție. Candidatura acesteia a fost oficializată în cadrul Congresului din 24 august.
UNPR și PNȚCD au decis să susțină, de asemenea, candidatul PSD.

#### Nominalizat
| Viorica Dăncilă           |
| ------------------------- |
|                           |
| Prim-ministru (2018–2019) |

#### Candidați
| Candidații din această secțiune sunt afișați după data anunțului candidaturii. |                        |                                            |                        |                                     |
| Liviu Pleșoianu                                                                | Șerban Nicolae         | Eugen Teodorovici                          | Mihai Fifor            | Gabriela Firea                      |
|                                                                                |                        |                                            |                        |                                     |
| Deputat (2016–prezent)                                                         | Senator (2012–prezent) | Ministru al Finanțelor Publice (2018–2019) | Senator (2012–prezent) | Primar al Bucureștiului (2016–2020) |
| 1 vot                                                                          | 0 voturi               | R: 21 iulie                                | R: 22 iulie            | R: 23 iulie                         |

### Partidul Național Liberal
Președintele Klaus Iohannis este eligibil pentru un al doilea mandat. Deși articolul 84 din Constituție îi interzice să facă parte dintr-un partid pe durata mandatului, candidatura sa la alegerile din 2014 a fost susținută de Partidul Național Liberal, al cărui președinte a și fost la acel moment. Președintele PNL, Ludovic Orban, a reconfirmat sprijinul partidului pentru Iohannis după alegeri. Pe 11 martie 2018, Consiliul Național al PNL a validat susținerea candidaturii lui Klaus Iohannis pentru un nou mandat de președinte. Anunțul oficial al candidaturii a venit pe 23 iunie 2018. În septembrie 2019, Consiliul Director al Forumului Democrat al Germanilor din România a decis, de asemenea, să susțină candidatura lui Iohannis. Acesta a condus FDGR în perioada 2002–2013.

#### Nominalizat
| Klaus Iohannis            |
| ------------------------- |
|                           |
| Președinte (2014–prezent) |

### Alianța 2020 USR+PLUS
În februarie 2019, Uniunea Salvați România și Partidul Libertate, Unitate și Solidaritate au format o alianță politică pentru a candida împreună la alegerile europarlamentare din 26 mai 2019. Pe fondul rezultatului bun obținut la aceste alegeri, co-președinții alianței au anunțat că vor avea un candidat comun la prezidențiale. Președintele USR, Dan Barna, a propus un tandem președinte–premier, propunere susținută și de președintele PLUS, Dacian Cioloș. Anterior unei decizii în cadrul alianței, USR și PLUS și-au validat candidații proprii.
În perioada 1–12 iulie 2019 s-a desfășurat campania internă pentru alegerea candidatului USR. În competiție s-au înscris președintele partidului Dan Barna, senatorul Mihai Goțiu și alți doi membri USR – Dumitru Stanca și Dragoș Dinulescu. Pe 13 iulie, Dan Barna a fost desemnat prin votul direct al tuturor membrilor de partid drept candidat al USR în vederea negocierilor ulterioare pentru alegerea unui candidat comun. Consiliul Național al PLUS a decis în aceeași zi ca prezidențiabilul partidului să fie ales prin vot electronic de către toți membrii formațiunii, în perioada 22–27 iulie.
Pe 21 iulie, USR+PLUS a stabilit ca Dan Barna să fie candidatul alianței la prezidențiale, iar pentru funcția de premier l-a validat pe Dacian Cioloș.

#### Nominalizat
| Dan Barna              |
| ---------------------- |
|                        |
| Deputat (2016–prezent) |

### Partidul Alianța Liberalilor și Democraților
Mai mulți membri ai ALDE au făcut referire la Călin Popescu-Tăriceanu ca posibil candidat la alegerile prezidențiale din 2019. Anterior alegerilor europarlamentare din 2019, Tăriceanu considera că varianta optimă pentru prezidențiale este o candidatură comună PSD–ALDE. În aprilie 2019 a declarat că este pregătit să își asume candidatura la alegerile prezidențiale, adăugând că o decizie în coaliția de guvernare va fi luată după alegerile pentru Parlamentul European și după o analiză a sondajelor de opinie. Totuși, pe fondul rezultatului slab obținut de ALDE la europarlamentare și în contextul acuzațiilor de corupție din partea DNA, Tăriceanu a anunțat în iunie 2019 că pentru el candidatura la prezidențiale nu mai este o opțiune. În iulie 2019 s-a răzgândit și a declarat pentru Antena 3 că este decis să candideze la alegerile prezidențiale, cu sau fără sprijinul coaliției de guvernare, un potențial partener fiind PRO România.
Negocierile dintre PSD și ALDE pentru susținerea unui candidat comun au eșuat în condițiile în care și Tăriceanu, și Dăncilă își doreau să candideze. Tăriceanu a cerut public susținerea PSD pentru un candidat unic al coaliției de guvernare, dar social-democrații au decis să își susțină propriul candidat, pe Viorica Dăncilă. Astfel, pe 24 iulie, Delegația Permanentă a ALDE l-a confirmat pe Tăriceanu candidat al partidului la alegerile prezidențiale.
Pe 26 august, Călin Popescu-Tăriceanu a anunțat că se retrage din cursa prezidențială și că partidul pe care îl conduce va susține candidatura independentă a lui Mircea Diaconu. De asemenea, ALDE a votat crearea unei alianțe electorale cu PRO România, partid care și-a anunțat la rândul său susținerea pentru Diaconu. De altfel, Diaconu a confirmat într-un interviu pentru RFI că a fost chemat la discuții cu ALDE și PRO România în vederea susținerii candidaturii sale. Protocolul de colaborare a fost înregistrat, pe 1 septembrie, la BEC de către co-președinții alianței, Sorin Cîmpeanu (PRO România) și Norica Nicolai (ALDE). Alianța a fost primită cu critici din partea unor lideri ai ALDE. Aceștia s-au declarat nemulțumiți de decizia lui Tăriceanu de a renunța la candidatură și au susținut că nu se vor implica în campania lui Mircea Diaconu.

### PRO România
Victor Ponta, fost prim-ministru și competitorul de pe locul doi la alegerile din 2014, a declarat că formațiunea politică PRO România, înființată împreună cu fostul președinte PC, Daniel Constantin, va avea un candidat la alegerile prezidențiale, dar a negat că va candida din nou pentru funcție în 2019. Cu toate că a avut adesea un discurs critic la adresa coaliției de guvernare, în iunie 2019, Ponta a purtat discuții cu PSD și ALDE privind desemnarea unui candidat unic pe centru-stânga. În aceeași perioadă a anunțat că PRO România îl susține pe Sorin Cîmpeanu, președintele Consiliului Național al Rectorilor. La rândul lor, președintele ALDE, Călin Popescu-Tăriceanu, președintele PSD București, Gabriela Firea și președintele PSD Olt, Paul Stănescu s-au poziționat în favoarea unui candidat unic PSD–ALDE–PRO România.
Senatorul Adrian Țuțuianu de la PRO România a declarat că partidul ar putea susține candidatura lui Călin Popescu-Tăriceanu, cu condiția ca liderul ALDE să plece de la guvernare și să nu mai susțină majoritatea guvernamentală. Totodată, acesta a lansat ideea unei candidaturi independente a Gabrielei Firea, care ar putea fi susținută de PRO România. Ulterior, după ce PSD și ALDE au anunțat că vor avea candidați separați, Țuțuianu a declarat că PRO România trebuie să desemneze un candidat propriu, variantele fiind Sorin Cîmpeanu și Corina Crețu. De asemenea, vicepreședintele PRO România, Mihai Tudose, a declarat pentru G4Media că partidul nu are de ce să susțină un candidat al PSD sau al ALDE la prezidențiale.
În contextul în care Mihai Tudose și Daniel Constantin au cerut vehement ca partidul să nu se alieze cu Tăriceanu, întrucât ar avea de pierdut electoral, Ponta a renunțat să mai susțină candidatura acestuia. După ședința Delegației Naționale a PRO România din 26 august, Victor Ponta a declarat că formațiunea îl va susține pe independentul Mircea Diaconu, care și-a anunțat intenția de a candida cu o zi înainte.

### Partidul Mișcarea Populară
Pe 19 iulie 2019, președintele PMP, Eugen Tomac, a anunțat că PMP va comanda un sondaj de opinie pentru a vedea care este cea mai potrivită persoană care să candideze la prezidențiale din partea formațiunii. Pe lângă președintele partidului, în sondaj au fost testați Robert Turcescu, Theodor Paleologu, Mihail Neamțu și George Mioc. Dintre aceștia, doar Tomac și Turcescu sunt membri PMP. Neamțu este susținut și de Alternativa Dreaptă într-o posibilă candidatură.
După ce președintele de onoare al PMP, Traian Băsescu, și-a anunțat public susținerea pentru Theodor Paleologu, pe 25 august 2019, conducerea PMP a adoptat prin vot propunerea acestuia ca Paleologu să fie candidatul partidului la alegerile prezidențiale. Cu o zi înainte, Mihail Neamțu s-a retras din cursa internă în favoarea lui Paleologu. De altfel, în sondajele interne, Theodor Paleologu era favorit pentru a candida la alegerile din noiembrie.

#### Nominalizat
| Theodor Paleologu                |
| -------------------------------- |
|                                  |
| Ministru al Culturii (2008–2009) |

### Uniunea Democrată Maghiară din România
Pe 22 februarie 2019, președintele UDMR, Hunor Kelemen, a anunțat că formațiunea sa va avea propriul candidat la alegerile prezidențiale. Attila Korodi, liderul grupului parlamentar al UDMR din Camera Deputaților, a reconfirmat participarea UDMR în iulie. Într-un interviu pentru Maszol, Kelemen a declarat că este pregătit să își asume o candidatură la alegerile prezidențiale, în cazul în care Consiliul Reprezentanților Uniunii decide în acest sens. Pe 30 august, CRU l-a desemnat pe Hunor Kelemen candidat al UDMR la alegerile prezidențiale. Kelemen a fost singura propunere pentru candidatură supusă votului. Acesta a mai fost candidatul UDMR la prezidențiale în 2009 și 2014. Anterior, PPMT, alt partid al comunității maghiare, a propus numirea unui candidat comun din afara partidelor. Președintele executiv al PPMT, Tibor T. Toró, a înaintat numele episcopului Béla Kató, al călugărului franciscan Csaba Böjte și al fostului fotbalist László Bölöni.

#### Nominalizat
| Hunor Kelemen                          |
| -------------------------------------- |
|                                        |
| Ministru al Culturii (2009–2012; 2014) |

## Depunerea candidaturilor
Până în septembrie 2019, 27 de persoane și-au anunțat intenția de a candida la alegerile prezidențiale. Întrucât candidatura este condiționată de depunerea la BEC a 200.000 de semnături, o mare parte dintre acestea au abandonat. Dintre candidaturile depuse, BEC le-a invalidat pe cea a lui Miron Cozma, a Mariei Minea, a lui Bobby Păunescu, a lui Nicolae Epurescu, a lui Radu Moraru, a lui Marin Duță și a lui Bogdan Zamfir. BEC a respins inițial și candidatura omului de afaceri Viorel Cataramă. Curtea Constituțională a întors decizia BEC și a validat candidatura acestuia, motivând că BEC nu are competența să stabilească dacă o semnătură este falsă sau adevărată. CCR a admis, de asemenea, contestațiile împotriva neînregistrării candidaturilor lui Radu Moraru, Bogdan Zamfir și Marin Duță. Totuși, hotărârea Curții nu implică și înscrierea celor trei în cursa prezidențială. Pe 24 septembrie, BEC a depus o plângere penală la Parchetul General împotriva candidaților Viorel Cataramă, Miron Cozma, Maria Minea, Cătălin Ivan, Sebastian Popescu, Alexandru Cumpănașu, Ninel Peia și Bobby Păunescu, precizând că „un număr semnificativ de semnături, prezentate ca aparținând unor persoane diferite, prezintă elemente de similitudine evidentă”.
| Candidat | Candidat            | Născut(ă)                                                         | Experiență politică                                                                                               | Campanie și afiliere                                                                                  | Depunerea candidaturii | Număr de semnături |
| -------- | ------------------- | ----------------------------------------------------------------- | --- | --- | ---------------------- | ------------------ |
|          | Viorel Cataramă     | 31 ianuarie 1955 (64 de ani) Bacău, județul Bacău                 | Senator (1996–2000) Secretar de stat în Ministerul Comerțului și Turismului (1991–1992)                           | Motto: Muncești și câștigi Afiliere: DL                                                               | 18 septembrie 2019     | 230.988            |
|          | Viorica Dăncilă     | 16 decembrie 1963 (55 de ani) Roșiorii de Vede, județul Teleorman | Prim-ministru al României (2018–2019) Europarlamentar (2009–2018)                                                 | Motto: Alături de fiecare român Afiliere: PSD Susținută de: UNPR · PNȚCD                              | 19 septembrie 2019     | 1.436.863          |
|          | Theodor Paleologu   | 15 iulie 1973 (46 de ani) București                               | Deputat (2008–2016) Ministru al Culturii (2008–2009) Ambasador în Danemarca (2005–2008)                           | Motto: Respect, educație, performanță Afiliere: PMP                                                   | 19 septembrie 2019     | 360.291            |
|          | Dan Barna           | 10 iulie 1975 (44 de ani) Sibiu, județul Sibiu                    | Deputat (2016–prezent) Secretar de stat în Ministerul Fondurilor Europene (2016)                                  | Motto: Fericiți în România Afiliere: Alianța USR–PLUS (membrii alianței: USR · PLUS)                  | 20 septembrie 2019     | 380.422            |
|          | Klaus Iohannis      | 13 iunie 1959 (60 de ani) Sibiu, județul Sibiu                    | Președinte al României (2014–prezent) Primar al Sibiului (2000–2014)                                              | Motto: Pentru o Românie normală Afiliere: PNL (suspendată pe perioada mandatului) Susținut de: FDGR   | 20 septembrie 2019     | 2.190.650          |
|          | Hunor Kelemen       | 18 octombrie 1967 (51 de ani) Cârța, județul Harghita             | Ministru al Culturii (2009–2012, 2014) Deputat (2000–prezent) Secretar de stat în Ministerul Culturii (1997–2000) | Motto: Respect pentru toți Afiliere: UDMR                                                             | 21 septembrie 2019     | 266.086            |
|          | Mircea Diaconu      | 24 decembrie 1949 (69 de ani) Vlădești, județul Argeș             | Europarlamentar (2014–2019) Ministru al Culturii (2012) Senator (2008–2012)                                       | Motto: Cu bună credință Afiliere: niciuna Susținut de: Alianța „Un om” (membrii alianței: PRO · ALDE) | 21 septembrie 2019     | 414.522            |
|          | Sebastian Popescu   | 12 februarie 1982 (37 de ani) Balș, județul Olt                   | | Motto: Pentru o nouă Românie Afiliere: PNR                                                            | 22 septembrie 2019     | 206.062            |
|          | Ramona Bruynseels   | 14 februarie 1980 (39 de ani) Cluj-Napoca, județul Cluj           | Secretar de stat în Secretariatul General al Guvernului (2017–2018)                                               | Motto: Fără imunitate Afiliere: PPU                                                                   | 22 septembrie 2019     | 280.945            |
|          | Cătălin Ivan        | 23 decembrie 1978 (40 de ani) Galați, județul Galați              | Europarlamentar (2009–2019)                                                                                       | Motto: Președinte pentru români Afiliere: ADN                                                         | 22 septembrie 2019     | 237.894            |
|          | Bogdan Stanoevici   | 22 ianuarie 1958 – 12 ianuarie 2021 (61 de ani) București         | Ministru-delegat pentru Românii de Pretutindeni (2014)                                                            | Motto: România, din nou acasă Afiliere: niciuna                                                       | 22 septembrie 2019     | 214.520            |
|          | John Banu           | 8 iulie 1960 (59 de ani) Câmpulung, județul Argeș                 | | Motto: Certitudinea românilor Afiliere: PNRo                                                          | 22 septembrie 2019     | 222.770            |
|          | Alexandru Cumpănașu | 29 martie 1981 (38 de ani) Caracal, județul Olt                   | | Motto: Ori noi, ori ei Afiliere: niciuna                                                              | 22 septembrie 2019     | 238.633            |
|          | Ninel Peia          | 7 octombrie 1969 (49 de ani) Brastavățu, județul Olt              | Deputat (2012–2016)                                                                                               | Motto: Un președinte ca niciunul Afiliere: NR                                                         | 22 septembrie 2019     | 202.096            |

## Campanie
Campania electorală aferentă primului tur de scrutin a început pe 12 octombrie și s-a încheiat pe 9 noiembrie, la ora 7.

### Finanțare

#### Primul tur

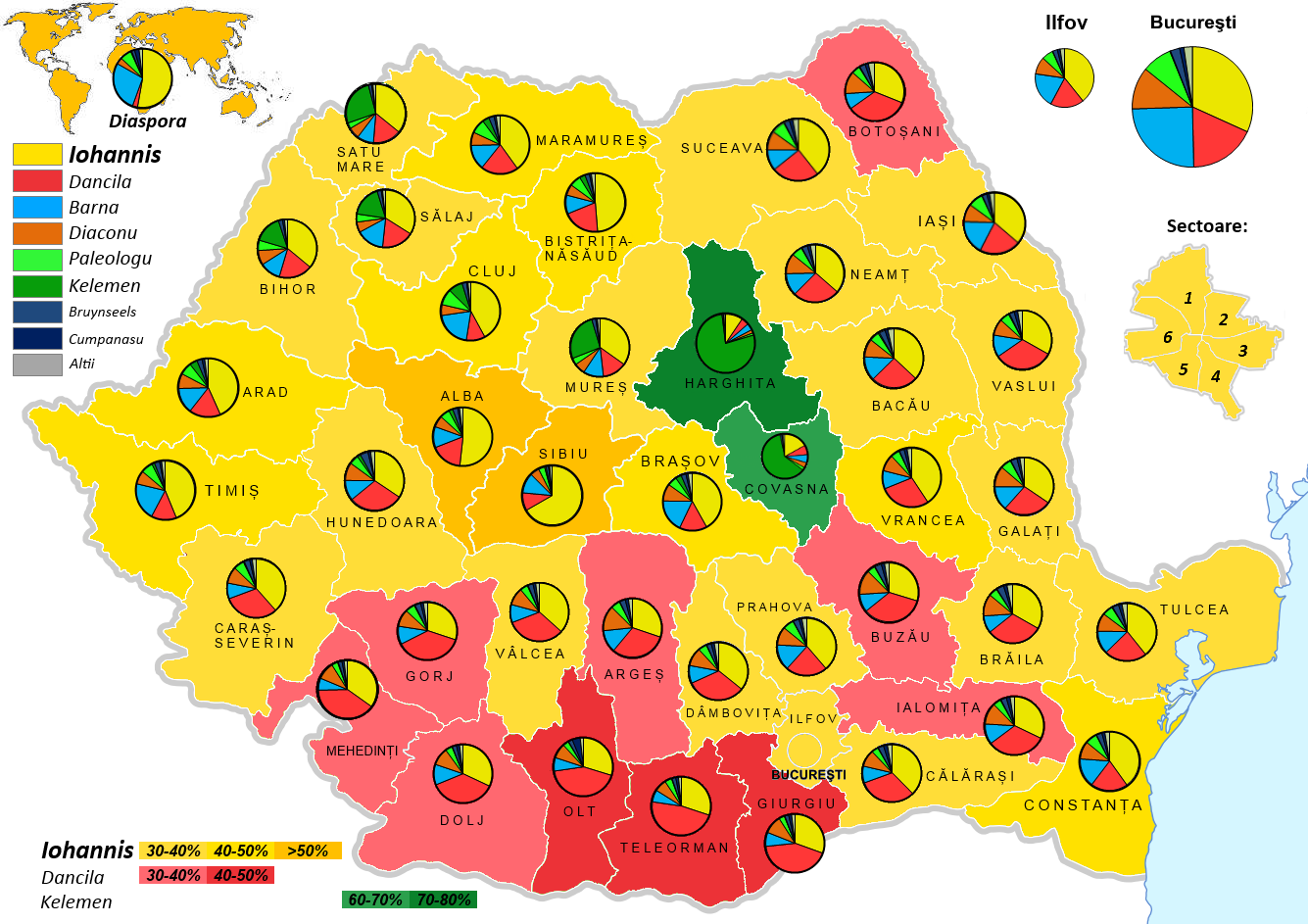
Rezultatul votului în primul tur defalcat pe județe

În primul tur, candidații au strâns 70,2 milioane de lei, 34,9 milioane din finanțări private și 35,3 milioane din subvenții publice. Potrivit legii, au dreptul la rambursarea cheltuielilor electorale doar competitorii electorali care au obținut minim 3% din totalul voturilor valabil exprimate. Astfel, Autoritatea Electorală Permanentă a decontat cheltuielile de campanie doar pentru primii șase clasați. Restul candidaților (evidențiați cu roșu în tabel) nu și-au recuperat sumele cheltuite, întrucât au obținut sub 3% din voturi. Un caz neobișnuit a fost candidatul Sebastian Popescu. Conform situației contribuțiilor electorale, acesta nu a cheltuit niciun leu în campanie, susținând că s-a bazat pe mediul online pentru promovare.
| Candidat            | Total (lei)   | Finanțare privată (lei) | Finanțare publică (lei) |
| ------------------- | ------------- | ----------------------- | ----------------------- |
| Viorica Dăncilă     | 18.210.500    | 1.672.500               | 16.538.000              |
| Klaus Iohannis      | 18.000.000    | 0                       | 18.000.000              |
| Mircea Diaconu      | 16.294.924,8  | 15.994.924,8            | 300.000                 |
| Dan Barna           | 7.449.531,31  | 6.984.323,31            | 465.208                 |
| Theodor Paleologu   | 7.068.975     | 7.068.975               | 0                       |
| Viorel Cataramă     | 1.300.000     | 1.300.000               | 0                       |
| Ramona Bruynseels   | 803.398       | 803.398                 | 0                       |
| Alexandru Cumpănașu | 559.174,91    | 559.174,91              | 0                       |
| Hunor Kelemen       | 445.000       | 445.000                 | 0                       |
| John Banu           | 85.000        | 85.000                  | 0                       |
| Bogdan Stanoevici   | 20.000        | 20.000                  | 0                       |
| Cătălin Ivan        | 14.400        | 14.400                  | 0                       |
| Ninel Peia          | 8.000         | 8.000                   | 0                       |
| Sebastian Popescu   | 0             | 0                       | 0                       |
| Total               | 70.258.904,02 | 34.955.696,02           | 35.303.208              |

#### Al doilea tur

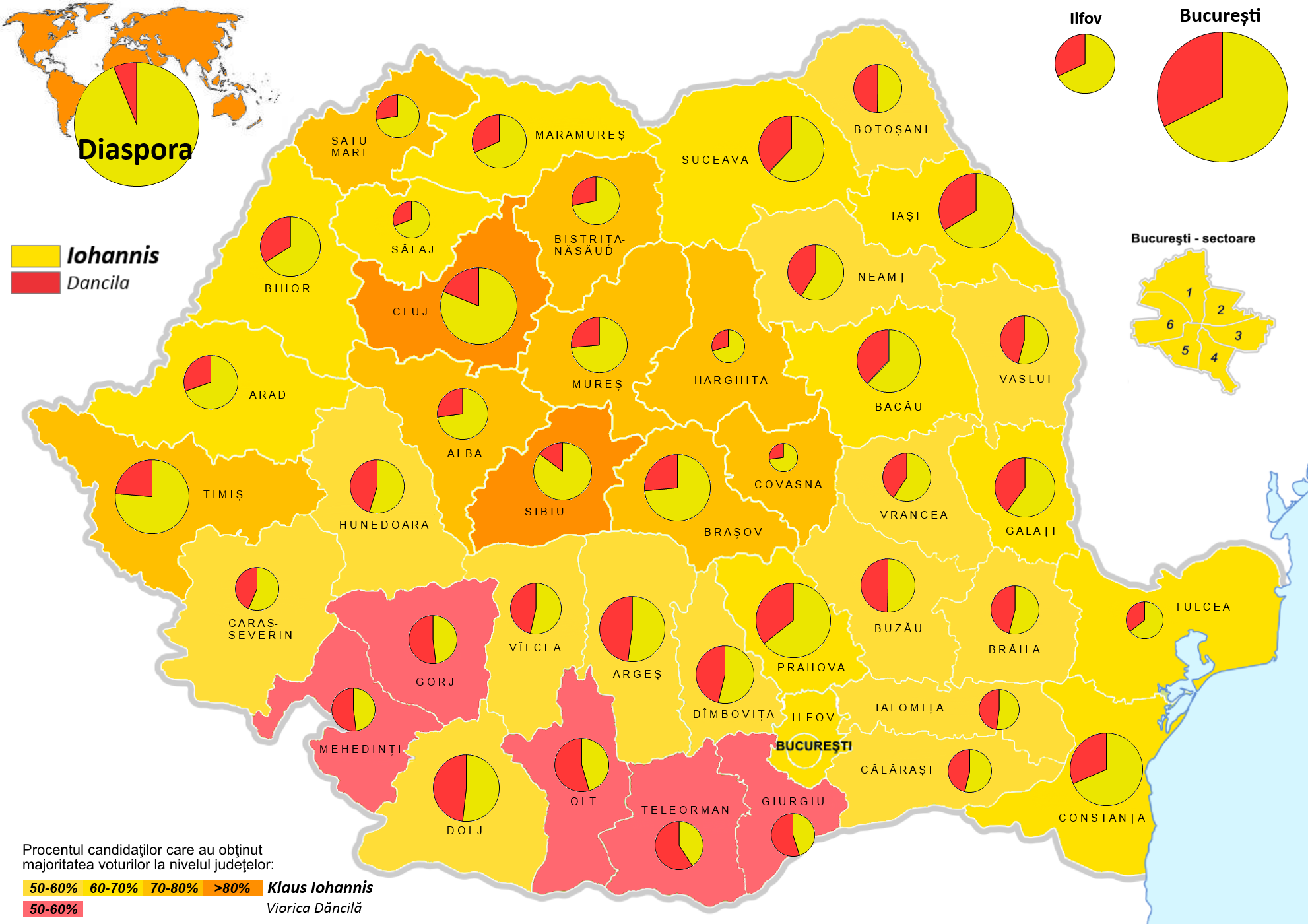
Județele câștigate de fiecare candidat în al doilea tur

Candidații calificați pentru al doilea tur de scrutin au strâns suma de 1,6 milioane de lei.
| Candidat        | Total (lei) | Finanțare privată (lei) | Finanțare publică (lei) |
| --------------- | ----------- | ----------------------- | ----------------------- |
| Viorica Dăncilă | 1.229.800   | 1.216.800               | 13.000                  |
| Klaus Iohannis  | 400.000     | 0                       | 400.000                 |
| Total           | 1.629.800   | 1.216.800               | 413.000                 |

## Dezbateri

### Program
| Dezbatere | Dată              | Oră         | Audiență                                | Tip de difuzare               | Locație                                                                                 | Sponsor(i)                | Moderator(i)                  | Sursă   |
| --------- | ----------------- | ----------- | --------------------------------------- | ----------------------------- | --------------------------------------------------------------------------------------- | ------------------------- | ----------------------------- | ------- |
| 1         | 16 octombrie 2019 | 12–13       | N/A                                     | Radio live                    | Radio România, Casa Radio, București                                                    | Radio România Actualități | Iana Ioniță                   | [ 131 ] |
| 2         | 22 octombrie 2019 | 20–21       | N/A                                     | TV live                       | Studiourile Realitatea TV, Willbrook Platinum Business and Convention Center, București | Realitatea TV             | Denise Rifai                  | [ 132 ] |
| 3         | 24 octombrie 2019 | 12–13       | N/A                                     | Radio live                    | Radio România, Casa Radio, București                                                    | Radio România Actualități | Iana Ioniță                   | [ 133 ] |
| 4         | 24 octombrie 2019 | 17:15–18:30 | N/A                                     | TV live                       | Studiourile Național TV, Centrul Național Media, București                              | Național TV               | Denis Ciulinaru, Mircea Coșea | [ 134 ] |
| 5         | 25 octombrie 2019 | 17:15–18:30 | N/A                                     | TV live                       | Studiourile Național TV, Centrul Național Media, București                              | Național TV               | Denis Ciulinaru, Mircea Coșea | [ 135 ] |
| 6         | 25 octombrie 2019 | 20–21       | 425.000                                 | TV live                       | Studiourile Antena 3, Iride Business Park, București                                    | Antena 3                  | Răzvan Dumitrescu             | [ 137 ] |
| 7         | 26 octombrie 2019 | 13–15       | N/A                                     | Streaming video, forum public | Centrul de Evenimente Agora, Iași                                                       | Summitul Tinerilor        |                               | [ 138 ] |
| 8         | 27 octombrie 2019 | 13–14       | N/A                                     | TV live                       | Studiourile Antena 3, Iride Business Park, București                                    | Antena 3                  | Mihaela Bîrzilă               | [ 139 ] |
| 9         | 30 octombrie 2019 | 16–17       | N/A                                     | TV live                       | Studioul București TV, Romexpo, pavilionul G6, București                                | București TV              | Victor Preda                  | [ 140 ] |
| 10        | 1 noiembrie 2019  | 16–17:45    | N/A                                     | TV live                       | Studioul B1 TV, Blocul Adriatica-Trieste, București                                     | B1 TV                     | Tudor Barbu                   | [ 141 ] |
| 11        | 1 noiembrie 2019  | 20–21       | 272.000                                 | TV live                       | Studiourile Antena 3, Iride Business Park, București                                    | Antena 3                  | Răzvan Dumitrescu             | [ 143 ] |
| 12        | 2 noiembrie 2019  | 17–18       | N/A                                     | TV live                       | Studiourile Antena 3, Iride Business Park, București                                    | Antena 3                  | Maria Coman                   | [ 144 ] |
| 13        | 4 noiembrie 2019  | 20–21       | N/A                                     | TV live                       | Televiziunea Română, Turnul TVR, București                                              | TVR 1                     | Ionuț Cristache               | [ 145 ] |
| 14        | 7 noiembrie 2019  | 17:15–18:30 | N/A                                     | TV live                       | Studiourile Național TV, Centrul Național Media, București                              | Național TV               | Denis Ciulinaru, Mircea Coșea | [ 146 ] |
| 15        | 7 noiembrie 2019  | 20:30–22:30 | 770.000 pe Facebook, 120.000 pe YouTube | Radio live, streaming video   | Europa FM, Oregon Park, clădirea B, București                                           | Europa FM                 | Moise Guran                   | [ 148 ] |
| 16        | 8 noiembrie 2019  | 19–20       | N/A                                     | TV live                       | Studiourile Antena 3, Iride Business Park, București                                    | Antena 3                  | Răzvan Dumitrescu             | [ 149 ] |
| 17        | 8 noiembrie 2019  | 21–22       | N/A                                     | TV live                       | Televiziunea Română, Turnul TVR, București                                              | TVR 1                     | Ionuț Cristache               | [ 150 ] |

### Participare
| Candidat            | | | | | | | | | | | | | | | | | |       |
| Candidat            | P Prezent N Neinvitat/Invitație refuzată A Absent (invitația a fost acceptată, dar candidatul nu a apărut) | P Prezent N Neinvitat/Invitație refuzată A Absent (invitația a fost acceptată, dar candidatul nu a apărut) | P Prezent N Neinvitat/Invitație refuzată A Absent (invitația a fost acceptată, dar candidatul nu a apărut) | P Prezent N Neinvitat/Invitație refuzată A Absent (invitația a fost acceptată, dar candidatul nu a apărut) | P Prezent N Neinvitat/Invitație refuzată A Absent (invitația a fost acceptată, dar candidatul nu a apărut) | P Prezent N Neinvitat/Invitație refuzată A Absent (invitația a fost acceptată, dar candidatul nu a apărut) | P Prezent N Neinvitat/Invitație refuzată A Absent (invitația a fost acceptată, dar candidatul nu a apărut) | P Prezent N Neinvitat/Invitație refuzată A Absent (invitația a fost acceptată, dar candidatul nu a apărut) | P Prezent N Neinvitat/Invitație refuzată A Absent (invitația a fost acceptată, dar candidatul nu a apărut) | P Prezent N Neinvitat/Invitație refuzată A Absent (invitația a fost acceptată, dar candidatul nu a apărut) | P Prezent N Neinvitat/Invitație refuzată A Absent (invitația a fost acceptată, dar candidatul nu a apărut) | P Prezent N Neinvitat/Invitație refuzată A Absent (invitația a fost acceptată, dar candidatul nu a apărut) | P Prezent N Neinvitat/Invitație refuzată A Absent (invitația a fost acceptată, dar candidatul nu a apărut) | P Prezent N Neinvitat/Invitație refuzată A Absent (invitația a fost acceptată, dar candidatul nu a apărut) | P Prezent N Neinvitat/Invitație refuzată A Absent (invitația a fost acceptată, dar candidatul nu a apărut) | P Prezent N Neinvitat/Invitație refuzată A Absent (invitația a fost acceptată, dar candidatul nu a apărut) | P Prezent N Neinvitat/Invitație refuzată A Absent (invitația a fost acceptată, dar candidatul nu a apărut) | Total |
| Candidat            | 1 | 2 | 3 | 4 | 5 | 6 | 7 | 8 | 9 | 10 | 11 | 12 | 13 | 14 | 15 | 16 | 17 | Total |
| ------------------- | --- | --- | --- | --- | --- | --- | --- | --- | --- | --- | --- | --- | --- | --- | --- | --- | --- | ----- |
| Klaus Iohannis      | N | N | N | N | N | N | N | N | N | N | N | N | N | N | A | N | N | 0     |
| Viorica Dăncilă     | N | N | N | N | N | N | N | N | N | N | N | N | N | N | A | N | N | 0     |
| Dan Barna           | A | N | N | N | N | N | N | N | N | N | N | N | N | N | P | N | N | 1     |
| Mircea Diaconu      | N | N | N | N | N | N | N | N | N | N | N | N | N | N | A | P | P | 2     |
| Theodor Paleologu   | N | P | N | N | N | N | P | N | N | N | N | N | P | N | P | N | N | 4     |
| Hunor Kelemen       | N | P | A | N | N | N | P | N | N | N | N | N | N | N | P | N | N | 3     |
| Ramona Bruynseels   | N | N | N | N | P | N | N | N | P | N | N | P | N | P | N | P | N | 5     |
| Alexandru Cumpănașu | N | N | P | N | N | P | N | P | N | N | N | P | N | N | N | P | P | 6     |
| Sebastian Popescu   | P | N | N | P | N | N | N | N | N | N | P | N | N | N | N | N | N | 3     |
| Bogdan Stanoevici   | N | N | N | N | P | N | N | P | P | N | P | N | N | N | N | N | N | 4     |
| Ninel Peia          | P | N | P | N | P | N | N | P | N | N | N | N | N | N | N | P | N | 5     |
| Viorel Cataramă     | N | N | N | N | N | P | N | N | N | N | N | N | N | N | N | N | N | 1     |
| John Banu           | P | N | N | N | N | N | N | N | N | P | N | N | N | N | N | N | N | 2     |
| Cătălin Ivan        | N | N | P | P | N | N | N | N | N | P | P | P | P | P | N | N | N | 7     |

## Sondaje

### Primul tur

#### După termenul-limită pentru depunerea candidaturilor la BEC (22 septembrie 2019)
| PSD      | 7 nov. 2019         | N/A                                                                  | 41%                                                                  | 26%                                                                  | 12%                                                                  | 7%                                                                   | 6%                                                                   | 2%                                                                   | 2%                                                                   | 4%                                                                   | —                                                                    |                                                                      |                                                                      |
|          | 4 nov. 2019         | Guvernul Ludovic Orban a primit votul de încredere al Parlamentului. | Guvernul Ludovic Orban a primit votul de încredere al Parlamentului. | Guvernul Ludovic Orban a primit votul de încredere al Parlamentului. | Guvernul Ludovic Orban a primit votul de încredere al Parlamentului. | Guvernul Ludovic Orban a primit votul de încredere al Parlamentului. | Guvernul Ludovic Orban a primit votul de încredere al Parlamentului. | Guvernul Ludovic Orban a primit votul de încredere al Parlamentului. | Guvernul Ludovic Orban a primit votul de încredere al Parlamentului. | Guvernul Ludovic Orban a primit votul de încredere al Parlamentului. | Guvernul Ludovic Orban a primit votul de încredere al Parlamentului. | Guvernul Ludovic Orban a primit votul de încredere al Parlamentului. | Guvernul Ludovic Orban a primit votul de încredere al Parlamentului. |
| USR      | 25 oct.–3 nov. 2019 | 1.225                                                                | 38,9%                                                                | 22,6%                                                                | 19,1%                                                                | 8,2%                                                                 | 5,5%                                                                 | 3,6%                                                                 | 2,1%                                                                 | 2,1%                                                                 | 2,1%                                                                 |                                                                      |                                                                      |
| IMAS     | 8–28 oct. 2019      | 1.010                                                                | 45,7%                                                                | 15,1%                                                                | 12,6%                                                                | 16,7%                                                                | 6,9%                                                                 | 2,9%                                                                 | —                                                                    | —                                                                    | —                                                                    |                                                                      |                                                                      |
| PMP      | 27 oct. 2019        | N/A                                                                  | 40%                                                                  | 19%                                                                  | 13%                                                                  | 7%                                                                   | 8%                                                                   | 4%                                                                   | 3%                                                                   | 1,5%                                                                 | 1,5%                                                                 |                                                                      |                                                                      |
| USR      | 15–23 oct. 2019     | N/A                                                                  | 39%                                                                  | 23,4%                                                                | 18,5%                                                                | 8%                                                                   | 3,8%                                                                 | 3,9%                                                                 | 3,4%                                                                 | 3,4%                                                                 | 3,4%                                                                 |                                                                      |                                                                      |
| Sociopol | 11–22 oct. 2019     | 1.001                                                                | 42%                                                                  | 21%                                                                  | 10%                                                                  | 10%                                                                  | 17%                                                                  | 17%                                                                  | 17%                                                                  | 17%                                                                  | 17%                                                                  |                                                                      |                                                                      |
| CURS     | 14–21 oct. 2019     | 1.600                                                                | 37%                                                                  | 20%                                                                  | 13%                                                                  | 11%                                                                  | 6%                                                                   | 4%                                                                   | 4%                                                                   | 4%                                                                   | 1%                                                                   |                                                                      |                                                                      |
| PNL      | 17 oct. 2019        | N/A                                                                  | 40%                                                                  | 13%                                                                  | 12%                                                                  | 9%                                                                   | 7%                                                                   | 19%                                                                  | 19%                                                                  | 19%                                                                  | 19%                                                                  |                                                                      |                                                                      |
|          | 10 oct. 2019        | Guvernul Viorica Dăncilă a fost demis prin moțiune de cenzură.       | Guvernul Viorica Dăncilă a fost demis prin moțiune de cenzură.       | Guvernul Viorica Dăncilă a fost demis prin moțiune de cenzură.       | Guvernul Viorica Dăncilă a fost demis prin moțiune de cenzură.       | Guvernul Viorica Dăncilă a fost demis prin moțiune de cenzură.       | Guvernul Viorica Dăncilă a fost demis prin moțiune de cenzură.       | Guvernul Viorica Dăncilă a fost demis prin moțiune de cenzură.       | Guvernul Viorica Dăncilă a fost demis prin moțiune de cenzură.       | Guvernul Viorica Dăncilă a fost demis prin moțiune de cenzură.       | Guvernul Viorica Dăncilă a fost demis prin moțiune de cenzură.       | Guvernul Viorica Dăncilă a fost demis prin moțiune de cenzură.       | Guvernul Viorica Dăncilă a fost demis prin moțiune de cenzură.       |
| Sociopol | 6 oct. 2019         | N/A                                                                  | 43%                                                                  | 21%                                                                  | 15%                                                                  | 11%                                                                  | 4%                                                                   | 6%                                                                   | 6%                                                                   | 6%                                                                   | 6%                                                                   |                                                                      |                                                                      |
| PSD      | 4 oct. 2019         | N/A                                                                  | 40%                                                                  | 18%                                                                  | 20%                                                                  | 13%                                                                  | 7%                                                                   | 2%                                                                   | 2%                                                                   | 2%                                                                   | 2%                                                                   |                                                                      |                                                                      |
| IMAS     | 9–28 sep. 2019      | 1.010                                                                | 45,3%                                                                | 12,4%                                                                | 14,2%                                                                | 16,6%                                                                | 7,7%                                                                 | 3,8%                                                                 | —                                                                    | —                                                                    | —                                                                    |                                                                      |                                                                      |
| USR      | 3–24 sep. 2019      | N/A                                                                  | 40,5%                                                                | 21,4%                                                                | 19,7%                                                                | 7,6%                                                                 | 3,5%                                                                 | 3,1%                                                                 | 4,2%                                                                 | 4,2%                                                                 | 4,2%                                                                 |                                                                      |                                                                      |

#### Înaintea termenului-limită pentru depunerea candidaturilor la BEC (22 septembrie 2019)
| Sursă      | Dată                | Eșantion | Iohannis PNL | Dăncilă PSD | Diaconu Ind. | Barna USR | Paleologu PMP | Kelemen UDMR | Ponta PRO | Tăriceanu ALDE | Crețu PRO | Tomac PMP | Mioc NR | Cioloș PLUS | Kövesi Ind. | Dragnea PSD | Teodorovici PSD | Firea PSD | Orban PNL | Diaconescu Ind. | Alții | |
| ---------- | ------------------- | --- | --- | --- | --- | --- | --- | --- | --- | --- | --- | --- | --- | --- | --- | --- | --- | --- | --- | --- | --- | --- |
| Socio Data | 16–20 sep. 2019     | 1.070 | 40% | 19% | 16% | 15% | 5% | 3% | îl susțin pe Diaconu | îl susțin pe Diaconu | îl susțin pe Diaconu | îl susțin pe Paleologu | îl susțin pe Paleologu | îl susține pe Barna | — | N/A | o susțin pe Dăncilă | o susțin pe Dăncilă | îl susține pe Iohannis | — | 2% | |
| Socio Data | 9–13 sep. 2019      | 1.070 | 46% | 17% | 14% | 11% | 4% | 2% | îl susțin pe Diaconu | îl susțin pe Diaconu | îl susțin pe Diaconu | îl susțin pe Paleologu | îl susțin pe Paleologu | îl susține pe Barna | — | N/A | o susțin pe Dăncilă | o susțin pe Dăncilă | îl susține pe Iohannis | — | 6% | |
| Alsacia    | 2–9 sep. 2019       | 1.800 | 29% | 15% | 9% | 14% | 8% | 3% | îl susțin pe Diaconu | îl susțin pe Diaconu | îl susțin pe Diaconu | îl susțin pe Paleologu | îl susțin pe Paleologu | îl susține pe Barna | — | N/A | o susțin pe Dăncilă | o susțin pe Dăncilă | îl susține pe Iohannis | — | 22% | |
| Socio Data | 2–6 sep. 2019       | 1.070 | 49% | 14% | 14% | 12% | 6% | 3% | îl susțin pe Diaconu | îl susțin pe Diaconu | îl susțin pe Diaconu | îl susțin pe Paleologu | îl susțin pe Paleologu | îl susține pe Barna | — | N/A | o susțin pe Dăncilă | o susțin pe Dăncilă | îl susține pe Iohannis | — | 2% | |
|            | 30 aug. 2019        | Hunor Kelemen și-a anunțat oficial candidatura.                                                                             | Hunor Kelemen și-a anunțat oficial candidatura.                                                                             | Hunor Kelemen și-a anunțat oficial candidatura.                                                                             | Hunor Kelemen și-a anunțat oficial candidatura.                                                                             | Hunor Kelemen și-a anunțat oficial candidatura.                                                                             | Hunor Kelemen și-a anunțat oficial candidatura.                                                                             | Hunor Kelemen și-a anunțat oficial candidatura.                                                                             | Hunor Kelemen și-a anunțat oficial candidatura.                                                                             | Hunor Kelemen și-a anunțat oficial candidatura.                                                                             | Hunor Kelemen și-a anunțat oficial candidatura.                                                                             | Hunor Kelemen și-a anunțat oficial candidatura.                                                                             | Hunor Kelemen și-a anunțat oficial candidatura.                                                                             | Hunor Kelemen și-a anunțat oficial candidatura.                                                                             | Hunor Kelemen și-a anunțat oficial candidatura.                                                                             | Hunor Kelemen și-a anunțat oficial candidatura.                                                                             | Hunor Kelemen și-a anunțat oficial candidatura.                                                                             | Hunor Kelemen și-a anunțat oficial candidatura.                                                                             | Hunor Kelemen și-a anunțat oficial candidatura.                                                                             | Hunor Kelemen și-a anunțat oficial candidatura.                                                                             | Hunor Kelemen și-a anunțat oficial candidatura.                                                                             | Hunor Kelemen și-a anunțat oficial candidatura.                                                                             |
| Verifield  | 26–30 aug. 2019     | 1.000 | 43% | 18% | 14% | 15% | 6% | 1% | îl susțin pe Diaconu | îl susțin pe Diaconu | îl susțin pe Diaconu | îl susțin pe Paleologu | îl susțin pe Paleologu | îl susține pe Barna | — | N/A | o susțin pe Dăncilă | o susțin pe Dăncilă | îl susține pe Iohannis | — | 3% | |
| Socio Data | 26–30 aug. 2019     | 1.070 | 43% | 16% | 18% | 15% | 6% | 1% | îl susțin pe Diaconu | îl susțin pe Diaconu | îl susțin pe Diaconu | îl susțin pe Paleologu | îl susțin pe Paleologu | îl susține pe Barna | — | N/A | o susțin pe Dăncilă | o susțin pe Dăncilă | îl susține pe Iohannis | — | 3% | |
|            | 27 aug. 2019        | Mircea Diaconu și-a anunțat oficial candidatura.                                                                            | Mircea Diaconu și-a anunțat oficial candidatura.                                                                            | Mircea Diaconu și-a anunțat oficial candidatura.                                                                            | Mircea Diaconu și-a anunțat oficial candidatura.                                                                            | Mircea Diaconu și-a anunțat oficial candidatura.                                                                            | Mircea Diaconu și-a anunțat oficial candidatura.                                                                            | Mircea Diaconu și-a anunțat oficial candidatura.                                                                            | Mircea Diaconu și-a anunțat oficial candidatura.                                                                            | Mircea Diaconu și-a anunțat oficial candidatura.                                                                            | Mircea Diaconu și-a anunțat oficial candidatura.                                                                            | Mircea Diaconu și-a anunțat oficial candidatura.                                                                            | Mircea Diaconu și-a anunțat oficial candidatura.                                                                            | Mircea Diaconu și-a anunțat oficial candidatura.                                                                            | Mircea Diaconu și-a anunțat oficial candidatura.                                                                            | Mircea Diaconu și-a anunțat oficial candidatura.                                                                            | Mircea Diaconu și-a anunțat oficial candidatura.                                                                            | Mircea Diaconu și-a anunțat oficial candidatura.                                                                            | Mircea Diaconu și-a anunțat oficial candidatura.                                                                            | Mircea Diaconu și-a anunțat oficial candidatura.                                                                            | Mircea Diaconu și-a anunțat oficial candidatura.                                                                            | Mircea Diaconu și-a anunțat oficial candidatura.                                                                            |
|            | 26 aug. 2019        | ALDE s-a retras din coaliția guvernamentală și a intrat în opoziție.                                                        | ALDE s-a retras din coaliția guvernamentală și a intrat în opoziție.                                                        | ALDE s-a retras din coaliția guvernamentală și a intrat în opoziție.                                                        | ALDE s-a retras din coaliția guvernamentală și a intrat în opoziție.                                                        | ALDE s-a retras din coaliția guvernamentală și a intrat în opoziție.                                                        | ALDE s-a retras din coaliția guvernamentală și a intrat în opoziție.                                                        | ALDE s-a retras din coaliția guvernamentală și a intrat în opoziție.                                                        | ALDE s-a retras din coaliția guvernamentală și a intrat în opoziție.                                                        | ALDE s-a retras din coaliția guvernamentală și a intrat în opoziție.                                                        | ALDE s-a retras din coaliția guvernamentală și a intrat în opoziție.                                                        | ALDE s-a retras din coaliția guvernamentală și a intrat în opoziție.                                                        | ALDE s-a retras din coaliția guvernamentală și a intrat în opoziție.                                                        | ALDE s-a retras din coaliția guvernamentală și a intrat în opoziție.                                                        | ALDE s-a retras din coaliția guvernamentală și a intrat în opoziție.                                                        | ALDE s-a retras din coaliția guvernamentală și a intrat în opoziție.                                                        | ALDE s-a retras din coaliția guvernamentală și a intrat în opoziție.                                                        | ALDE s-a retras din coaliția guvernamentală și a intrat în opoziție.                                                        | ALDE s-a retras din coaliția guvernamentală și a intrat în opoziție.                                                        | ALDE s-a retras din coaliția guvernamentală și a intrat în opoziție.                                                        | ALDE s-a retras din coaliția guvernamentală și a intrat în opoziție.                                                        | ALDE s-a retras din coaliția guvernamentală și a intrat în opoziție.                                                        |
|            | 25 aug. 2019        | Theodor Paleologu și-a anunțat oficial candidatura.                                                                         | Theodor Paleologu și-a anunțat oficial candidatura.                                                                         | Theodor Paleologu și-a anunțat oficial candidatura.                                                                         | Theodor Paleologu și-a anunțat oficial candidatura.                                                                         | Theodor Paleologu și-a anunțat oficial candidatura.                                                                         | Theodor Paleologu și-a anunțat oficial candidatura.                                                                         | Theodor Paleologu și-a anunțat oficial candidatura.                                                                         | Theodor Paleologu și-a anunțat oficial candidatura.                                                                         | Theodor Paleologu și-a anunțat oficial candidatura.                                                                         | Theodor Paleologu și-a anunțat oficial candidatura.                                                                         | Theodor Paleologu și-a anunțat oficial candidatura.                                                                         | Theodor Paleologu și-a anunțat oficial candidatura.                                                                         | Theodor Paleologu și-a anunțat oficial candidatura.                                                                         | Theodor Paleologu și-a anunțat oficial candidatura.                                                                         | Theodor Paleologu și-a anunțat oficial candidatura.                                                                         | Theodor Paleologu și-a anunțat oficial candidatura.                                                                         | Theodor Paleologu și-a anunțat oficial candidatura.                                                                         | Theodor Paleologu și-a anunțat oficial candidatura.                                                                         | Theodor Paleologu și-a anunțat oficial candidatura.                                                                         | Theodor Paleologu și-a anunțat oficial candidatura.                                                                         | Theodor Paleologu și-a anunțat oficial candidatura.                                                                         |
| IMAS       | 5–28 aug. 2019      | 1.010 | 44,6% | 8,4% | N/A | 17,3% | N/A | 2,4% | 14% | 12,7% | — | 0,6% | — | îl susține pe Barna | — | N/A | o susțin pe Dăncilă | o susțin pe Dăncilă | îl susține pe Iohannis | — | — | |
| CURS       | 19 iul.–5 aug. 2019 | 1.600 | 39% | 14% | N/A | 17% | N/A | 4% | — | 18% | — | — | — | îl susține pe Barna | — | N/A | o susțin pe Dăncilă | o susțin pe Dăncilă | îl susține pe Iohannis | — | 8% | |
| IMAS       | 15 iul.–2 aug. 2019 | 1.010 | 41,7% | 7,5% | N/A | 9,4% | N/A | 2,8% | 12,9% | 13,8% | — | 1,5% | — | 10,4% | — | N/A | o susțin pe Dăncilă | o susțin pe Dăncilă | îl susține pe Iohannis | — | — | |
|            | 23 iul. 2019        | Viorica Dăncilă și-a anunțat oficial candidatura.                                                                           | Viorica Dăncilă și-a anunțat oficial candidatura.                                                                           | Viorica Dăncilă și-a anunțat oficial candidatura.                                                                           | Viorica Dăncilă și-a anunțat oficial candidatura.                                                                           | Viorica Dăncilă și-a anunțat oficial candidatura.                                                                           | Viorica Dăncilă și-a anunțat oficial candidatura.                                                                           | Viorica Dăncilă și-a anunțat oficial candidatura.                                                                           | Viorica Dăncilă și-a anunțat oficial candidatura.                                                                           | Viorica Dăncilă și-a anunțat oficial candidatura.                                                                           | Viorica Dăncilă și-a anunțat oficial candidatura.                                                                           | Viorica Dăncilă și-a anunțat oficial candidatura.                                                                           | Viorica Dăncilă și-a anunțat oficial candidatura.                                                                           | Viorica Dăncilă și-a anunțat oficial candidatura.                                                                           | Viorica Dăncilă și-a anunțat oficial candidatura.                                                                           | Viorica Dăncilă și-a anunțat oficial candidatura.                                                                           | Viorica Dăncilă și-a anunțat oficial candidatura.                                                                           | Viorica Dăncilă și-a anunțat oficial candidatura.                                                                           | Viorica Dăncilă și-a anunțat oficial candidatura.                                                                           | Viorica Dăncilă și-a anunțat oficial candidatura.                                                                           | Viorica Dăncilă și-a anunțat oficial candidatura.                                                                           | Viorica Dăncilă și-a anunțat oficial candidatura.                                                                           |
|            | 13 iul. 2019        | Dan Barna și-a anunțat oficial candidatura.                                                                                 | Dan Barna și-a anunțat oficial candidatura.                                                                                 | Dan Barna și-a anunțat oficial candidatura.                                                                                 | Dan Barna și-a anunțat oficial candidatura.                                                                                 | Dan Barna și-a anunțat oficial candidatura.                                                                                 | Dan Barna și-a anunțat oficial candidatura.                                                                                 | Dan Barna și-a anunțat oficial candidatura.                                                                                 | Dan Barna și-a anunțat oficial candidatura.                                                                                 | Dan Barna și-a anunțat oficial candidatura.                                                                                 | Dan Barna și-a anunțat oficial candidatura.                                                                                 | Dan Barna și-a anunțat oficial candidatura.                                                                                 | Dan Barna și-a anunțat oficial candidatura.                                                                                 | Dan Barna și-a anunțat oficial candidatura.                                                                                 | Dan Barna și-a anunțat oficial candidatura.                                                                                 | Dan Barna și-a anunțat oficial candidatura.                                                                                 | Dan Barna și-a anunțat oficial candidatura.                                                                                 | Dan Barna și-a anunțat oficial candidatura.                                                                                 | Dan Barna și-a anunțat oficial candidatura.                                                                                 | Dan Barna și-a anunțat oficial candidatura.                                                                                 | Dan Barna și-a anunțat oficial candidatura.                                                                                 | Dan Barna și-a anunțat oficial candidatura.                                                                                 |
| CURS       | 28 iun.–8 iul. 2019 | 1.067 | 41% | — | N/A | 9% | N/A | 2% | — | 21% | 4% | — | — | — | 11% | N/A | 5% | — | îl susține pe Iohannis | — | 7% | |
| IMAS       | 7–26 iun. 2019      | 1.010 | 42,4% | 6,7% | N/A | 5,3% | N/A | 1,8% | 14,1% | 15,5% | — | 1,6% | — | 12,7% | — | N/A | — | — | îl susține pe Iohannis | — | — | |
|            | 27 mai 2019         | Liviu Dragnea a fost condamnat la închisoare, devenind astfel ineligibil pentru funcție.                                    | Liviu Dragnea a fost condamnat la închisoare, devenind astfel ineligibil pentru funcție.                                    | Liviu Dragnea a fost condamnat la închisoare, devenind astfel ineligibil pentru funcție.                                    | Liviu Dragnea a fost condamnat la închisoare, devenind astfel ineligibil pentru funcție.                                    | Liviu Dragnea a fost condamnat la închisoare, devenind astfel ineligibil pentru funcție.                                    | Liviu Dragnea a fost condamnat la închisoare, devenind astfel ineligibil pentru funcție.                                    | Liviu Dragnea a fost condamnat la închisoare, devenind astfel ineligibil pentru funcție.                                    | Liviu Dragnea a fost condamnat la închisoare, devenind astfel ineligibil pentru funcție.                                    | Liviu Dragnea a fost condamnat la închisoare, devenind astfel ineligibil pentru funcție.                                    | Liviu Dragnea a fost condamnat la închisoare, devenind astfel ineligibil pentru funcție.                                    | Liviu Dragnea a fost condamnat la închisoare, devenind astfel ineligibil pentru funcție.                                    | Liviu Dragnea a fost condamnat la închisoare, devenind astfel ineligibil pentru funcție.                                    | Liviu Dragnea a fost condamnat la închisoare, devenind astfel ineligibil pentru funcție.                                    | Liviu Dragnea a fost condamnat la închisoare, devenind astfel ineligibil pentru funcție.                                    | Liviu Dragnea a fost condamnat la închisoare, devenind astfel ineligibil pentru funcție.                                    | Liviu Dragnea a fost condamnat la închisoare, devenind astfel ineligibil pentru funcție.                                    | Liviu Dragnea a fost condamnat la închisoare, devenind astfel ineligibil pentru funcție.                                    | Liviu Dragnea a fost condamnat la închisoare, devenind astfel ineligibil pentru funcție.                                    | Liviu Dragnea a fost condamnat la închisoare, devenind astfel ineligibil pentru funcție.                                    | Liviu Dragnea a fost condamnat la închisoare, devenind astfel ineligibil pentru funcție.                                    | Liviu Dragnea a fost condamnat la închisoare, devenind astfel ineligibil pentru funcție.                                    |
|            | 26 mai 2019         | Alegeri europarlamentare: Diaconu nu a candidat pentru al doilea mandat; Crețu, Tomac și Cioloș au fost aleși eurodeputați. | Alegeri europarlamentare: Diaconu nu a candidat pentru al doilea mandat; Crețu, Tomac și Cioloș au fost aleși eurodeputați. | Alegeri europarlamentare: Diaconu nu a candidat pentru al doilea mandat; Crețu, Tomac și Cioloș au fost aleși eurodeputați. | Alegeri europarlamentare: Diaconu nu a candidat pentru al doilea mandat; Crețu, Tomac și Cioloș au fost aleși eurodeputați. | Alegeri europarlamentare: Diaconu nu a candidat pentru al doilea mandat; Crețu, Tomac și Cioloș au fost aleși eurodeputați. | Alegeri europarlamentare: Diaconu nu a candidat pentru al doilea mandat; Crețu, Tomac și Cioloș au fost aleși eurodeputați. | Alegeri europarlamentare: Diaconu nu a candidat pentru al doilea mandat; Crețu, Tomac și Cioloș au fost aleși eurodeputați. | Alegeri europarlamentare: Diaconu nu a candidat pentru al doilea mandat; Crețu, Tomac și Cioloș au fost aleși eurodeputați. | Alegeri europarlamentare: Diaconu nu a candidat pentru al doilea mandat; Crețu, Tomac și Cioloș au fost aleși eurodeputați. | Alegeri europarlamentare: Diaconu nu a candidat pentru al doilea mandat; Crețu, Tomac și Cioloș au fost aleși eurodeputați. | Alegeri europarlamentare: Diaconu nu a candidat pentru al doilea mandat; Crețu, Tomac și Cioloș au fost aleși eurodeputați. | Alegeri europarlamentare: Diaconu nu a candidat pentru al doilea mandat; Crețu, Tomac și Cioloș au fost aleși eurodeputați. | Alegeri europarlamentare: Diaconu nu a candidat pentru al doilea mandat; Crețu, Tomac și Cioloș au fost aleși eurodeputați. | Alegeri europarlamentare: Diaconu nu a candidat pentru al doilea mandat; Crețu, Tomac și Cioloș au fost aleși eurodeputați. | Alegeri europarlamentare: Diaconu nu a candidat pentru al doilea mandat; Crețu, Tomac și Cioloș au fost aleși eurodeputați. | Alegeri europarlamentare: Diaconu nu a candidat pentru al doilea mandat; Crețu, Tomac și Cioloș au fost aleși eurodeputați. | Alegeri europarlamentare: Diaconu nu a candidat pentru al doilea mandat; Crețu, Tomac și Cioloș au fost aleși eurodeputați. | Alegeri europarlamentare: Diaconu nu a candidat pentru al doilea mandat; Crețu, Tomac și Cioloș au fost aleși eurodeputați. | Alegeri europarlamentare: Diaconu nu a candidat pentru al doilea mandat; Crețu, Tomac și Cioloș au fost aleși eurodeputați. | Alegeri europarlamentare: Diaconu nu a candidat pentru al doilea mandat; Crețu, Tomac și Cioloș au fost aleși eurodeputați. | Alegeri europarlamentare: Diaconu nu a candidat pentru al doilea mandat; Crețu, Tomac și Cioloș au fost aleși eurodeputați. |
| IMAS       | 2–20 mai 2019       | 1.010 | 43,5% | N/A | N/A | 1,9% | N/A | 1,2% | 11,6% | 19,8% | — | 2,1% | — | 13% | — | 7% | N/A | — | îl susține pe Iohannis | — | — | |
| INSCOP     | 12 apr.–3 mai 2019  | 1.050 | 45,8% | N/A | N/A | — | N/A | 3,2% | — | 18% | 6,5% | — | — | 9,9% | — | 14,3% | N/A | — | îl susține pe Iohannis | — | 2,2% | |
| IMAS       | 12–25 apr. 2019     | 1.010 | 42,7% | N/A | N/A | 2,5% | N/A | 1,2% | 14,5% | 18,3% | — | 2,2% | — | 10% | — | 8,7% | N/A | — | îl susține pe Iohannis | — | — | |
| IMAS       | 18 mar.–3 apr. 2019 | 1.010 | 44,3% | N/A | N/A | 1,7% | N/A | 1,1% | 12,4% | 16,1% | — | 2,2% | — | 11,7% | — | 8% | N/A | — | 2,5% | — | — | |
| CURS       | 12–25 mar. 2019     | 1.067 | 36% | N/A | N/A | — | N/A | 4% | — | 23% | 6% | 3% | — | 9% | — | 15% | N/A | — | — | — | 4% | |
| IMAS       | 1–21 feb. 2019      | 1.010 | 41,4% | N/A | N/A | 1,5% | N/A | 1,5% | 15% | 18% | — | 1,9% | — | 11,7% | — | 6% | N/A | — | 3% | — | — | |
| CURS       | 21 ian.–6 feb. 2019 | 1.067 | 41% | N/A | N/A | 4% | N/A | — | — | 21% | — | — | — | 9% | — | 17% | N/A | — | — | — | 8% | |
| IMAS       | 11–30 ian. 2019     | 1.010 | 34,4% | N/A | N/A | 1,9% | N/A | 0,8% | 13,2% | 15,4% | — | 1,5% | — | 10,9% | — | 6% | N/A | — | 2,3% | — | 5,4% | |
| PNL        | 27 ian. 2019        | 26.000 | 30% | N/A | N/A | — | N/A | 3% | 12% | 16% | — | — | — | 10% | — | — | N/A | 17% | — | — | 12% | |
| IMAS       | 4–20 dec. 2018      | 1.010 | 34,9% | N/A | N/A | 2,3% | N/A | 0,7% | 12,7% | 12,9% | — | 1,8% | — | 9,2% | — | 5,3% | N/A | — | 3,5% | — | — | |
| CURS       | 24 nov.–9 dec. 2018 | 1.067 | 39% | N/A | N/A | 3% | N/A | 2% | — | 25% | — | — | — | 11% | — | 12% | N/A | — | — | — | 8% | |
| CURS       | 20 sep.–1 oct. 2018 | 1.067 | 40% | N/A | N/A | — | N/A | 2% | — | 29% | — | 1% | — | 10% | — | 13% | N/A | — | — | — | 5% | |
| CURS       | 23 iun.–1 iul. 2018 | 1.067 | 43% | N/A | N/A | — | N/A | 3% | — | 22% | — | 2% | — | 10% | — | 12% | N/A | — | — | — | 8% | |
|            | 23 iunie 2018       | Klaus Iohannis și-a anunțat oficial candidatura.                                                                            | Klaus Iohannis și-a anunțat oficial candidatura.                                                                            | Klaus Iohannis și-a anunțat oficial candidatura.                                                                            | Klaus Iohannis și-a anunțat oficial candidatura.                                                                            | Klaus Iohannis și-a anunțat oficial candidatura.                                                                            | Klaus Iohannis și-a anunțat oficial candidatura.                                                                            | Klaus Iohannis și-a anunțat oficial candidatura.                                                                            | Klaus Iohannis și-a anunțat oficial candidatura.                                                                            | Klaus Iohannis și-a anunțat oficial candidatura.                                                                            | Klaus Iohannis și-a anunțat oficial candidatura.                                                                            | Klaus Iohannis și-a anunțat oficial candidatura.                                                                            | Klaus Iohannis și-a anunțat oficial candidatura.                                                                            | Klaus Iohannis și-a anunțat oficial candidatura.                                                                            | Klaus Iohannis și-a anunțat oficial candidatura.                                                                            | Klaus Iohannis și-a anunțat oficial candidatura.                                                                            | Klaus Iohannis și-a anunțat oficial candidatura.                                                                            | Klaus Iohannis și-a anunțat oficial candidatura.                                                                            | Klaus Iohannis și-a anunțat oficial candidatura.                                                                            | Klaus Iohannis și-a anunțat oficial candidatura.                                                                            | Klaus Iohannis și-a anunțat oficial candidatura.                                                                            | Klaus Iohannis și-a anunțat oficial candidatura.                                                                            |
| CURS       | 27 apr.–8 mai 2018  | 1.067 | 39% | N/A | N/A | — | N/A | 3% | — | 22% | — | 2% | — | 4% | — | 22% | N/A | — | — | — | 8% | |
|            | 29 ian. 2018        | Guvernul Viorica Dăncilă a primit votul de încredere al Parlamentului.                                                      | Guvernul Viorica Dăncilă a primit votul de încredere al Parlamentului.                                                      | Guvernul Viorica Dăncilă a primit votul de încredere al Parlamentului.                                                      | Guvernul Viorica Dăncilă a primit votul de încredere al Parlamentului.                                                      | Guvernul Viorica Dăncilă a primit votul de încredere al Parlamentului.                                                      | Guvernul Viorica Dăncilă a primit votul de încredere al Parlamentului.                                                      | Guvernul Viorica Dăncilă a primit votul de încredere al Parlamentului.                                                      | Guvernul Viorica Dăncilă a primit votul de încredere al Parlamentului.                                                      | Guvernul Viorica Dăncilă a primit votul de încredere al Parlamentului.                                                      | Guvernul Viorica Dăncilă a primit votul de încredere al Parlamentului.                                                      | Guvernul Viorica Dăncilă a primit votul de încredere al Parlamentului.                                                      | Guvernul Viorica Dăncilă a primit votul de încredere al Parlamentului.                                                      | Guvernul Viorica Dăncilă a primit votul de încredere al Parlamentului.                                                      | Guvernul Viorica Dăncilă a primit votul de încredere al Parlamentului.                                                      | Guvernul Viorica Dăncilă a primit votul de încredere al Parlamentului.                                                      | Guvernul Viorica Dăncilă a primit votul de încredere al Parlamentului.                                                      | Guvernul Viorica Dăncilă a primit votul de încredere al Parlamentului.                                                      | Guvernul Viorica Dăncilă a primit votul de încredere al Parlamentului.                                                      | Guvernul Viorica Dăncilă a primit votul de încredere al Parlamentului.                                                      | Guvernul Viorica Dăncilă a primit votul de încredere al Parlamentului.                                                      | Guvernul Viorica Dăncilă a primit votul de încredere al Parlamentului.                                                      |
| CURS       | 23 nov. 2017        | 1.067 | 37% | N/A | N/A | 3% | N/A | 4% | — | 13% | — | — | 1% | — | — | — | N/A | 37% | — | 5% | — | |

### Al doilea tur

#### Iohannis vs. Dăncilă
| Sursă                                                  | Dată                | Eșantion | Iohannis PNL | Dăncilă PSD | Indeciși | Niciunul |
| ------------------------------------------------------ | ------------------- | -------- | ------------ | ----------- | -------- | -------- |
| CURS Arhivat în 15 octombrie 2019, la Wayback Machine. | 27 aug.–2 sep. 2019 | 1.067    | 65%          | 35%         | N/A      | N/A      |

#### Iohannis vs. Barna
| Sursă                                                  | Dată                | Eșantion | Iohannis PNL | Barna USR+PLUS | Indeciși | Niciunul |
| ------------------------------------------------------ | ------------------- | -------- | ------------ | -------------- | -------- | -------- |
| USR                                                    | 15–23 oct. 2019     | N/A      | 39,8%        | 34%            | 17,4%    | 8,8%     |
| USR                                                    | 3–24 sep. 2019      | N/A      | 44,2%        | 32,2%          | 17,5%    | 6%       |
| CURS Arhivat în 15 octombrie 2019, la Wayback Machine. | 27 aug.–2 sep. 2019 | 1.067    | 63%          | 37%            | N/A      | N/A      |

#### Iohannis vs. Diaconu
| Sursă                                                  | Dată                | Eșantion | Iohannis PNL | Diaconu PRO+ALDE | Indeciși | Niciunul |
| ------------------------------------------------------ | ------------------- | -------- | ------------ | ---------------- | -------- | -------- |
| CURS Arhivat în 15 octombrie 2019, la Wayback Machine. | 27 aug.–2 sep. 2019 | 1.067    | 62%          | 38%              | N/A      | N/A      |

#### Iohannis vs. Tăriceanu
| Sursă  | Dată               | Eșantion | Iohannis PNL | Tăriceanu ALDE | Indeciși | Niciunul |
| ------ | ------------------ | -------- | ------------ | -------------- | -------- | -------- |
| INSCOP | 12 apr.–3 mai 2019 | 1.050    | 38,1%        | 26%            | 26,8%    | 9%       |

#### Iohannis vs. Cioloș
| Sursă  | Dată               | Eșantion | Iohannis PNL | Cioloș PLUS | Indeciși | Niciunul |
| ------ | ------------------ | -------- | ------------ | ----------- | -------- | -------- |
| INSCOP | 12 apr.–3 mai 2019 | 1.050    | 33,7%        | 14,6%       | 38%      | 13,7%    |

#### Iohannis vs. Dragnea
| Sursă  | Dată               | Eșantion | Iohannis PNL | Dragnea PSD | Indeciși | Niciunul |
| ------ | ------------------ | -------- | ------------ | ----------- | -------- | -------- |
| INSCOP | 12 apr.–3 mai 2019 | 1.050    | 41,6%        | 18%         | 29,1%    | 11,2%    |

#### Iohannis vs. Firea
| Sursă     | Dată               | Eșantion | Iohannis PNL | Firea PSD | Indeciși | Niciunul |
| --------- | ------------------ | -------- | ------------ | --------- | -------- | -------- |
| INSCOP    | 12 apr.–3 mai 2019 | 1.050    | 37,4%        | 31%       |          | 10,3%    |
| Avangarde | 3–12 mai 2017      | 800      | 40%          | 44%       | 6%       | 10%      |

## Prezență la vot
Potrivit Autorității Electorale Permanente, numărul total al alegătorilor înscriși în listele electorale permanente este 18.217.156, iar numărul total al românilor cu domiciliul în străinătate, care figurează cu drept de vot la scrutinul din 10 noiembrie, este 715.752.
În primul tur, prezența la vot la nivel național a fost de 47,66%, cu 4,65% mai scăzută față de primul tur al alegerilor prezidențiale din 2014, când a fost de 52,31%, și cu 1,28% mai scăzută față de alegerile europarlamentare din mai, când a fost de 48,94%. A fost cea mai scăzută prezență de la introducerea alegerilor prezidențiale în 1990. Cei mai mulți votanți s-au înregistrat în mediul urban – 5.057.364, în timp ce în mediul rural au votat 3.626.324 de alegători. Județele în care s-a votat cel mai mult au fost Ilfov (63,13%), Cluj (59,2%) și Sibiu (53,76%). Cea mai mică prezență a fost în județele Vaslui (35,47%), Covasna (37,02%) și Satu Mare (37,68%). În ceea ce privește votul în străinătate, dimpotrivă, s-a înregistrat cea mai mare prezență din istorie. În cele 838 de secții de vot deschise în străinătate, au votat un număr de 650.159 de alegători, la care s-au adăugat 25.189 de alegători prin corespondență. Cea mai mare prezență la vot în diaspora s-a înregistrat în Italia (aproape 130.000 de alegători) și Marea Britanie (peste 119.000). Prezență ridicată s-a înregistrat și în Spania și Germania.
Puțin peste 9 milioane de români au votat la secțiile din țară în al doilea tur al alegerilor prezidențiale. Prezența finală la vot a fost de 49,87%, un scor mai bun decât în primul tur, dar mai slab decât în 2014, când a fost de 62,04%. Este, de altfel, cea mai slabă prezență la vot de după 1989. Cea mai bună prezență la vot a fost în județele Ilfov (68,58%), Cluj (62,06%) și Sibiu (58,13%). Cea mai slabă prezență s-a înregistrat în județele Harghita (22,86%), Covasna (25,86%) și Vaslui (37,53%). Diferența dintre mediul urban și rural a fost de 1,4 milioane de alegători: 5.255.864 în mediul urban și 3.830.610 în mediul rural. La polul opus, în diaspora a fost doborât recordul de prezență din primul tur. Pentru al doilea tur, în străinătate au fost amenajate 835 de secții de votare, unde au votat 926.574 de alegători. Acestora li s-au adăugat 17.503 de alegători prin corespondență. Astfel, în afara țării au votat în total 944.077 de alegători. Numărul de voturi înregistrate în diaspora a fost de 2,5 ori mai mare decât în 2014, când au votat 379.000 de români. Cea mai ridicată rată a prezenței la urne în diaspora s-a înregistrat în Italia (peste 190.000), Marea Britanie (peste 170.000), Germania (peste 154.000), Spania (peste 131.500), Republica Moldova (peste 52.000) și Franța (peste 45.000).
| Zonă                                        | Înscriși pe liste permanente                | Prezență la vot | Prezență la vot | Prezență la vot | Prezență la vot | Prezență la vot | Prezență la vot | Prezență la vot | Prezență la vot |
| Zonă                                        | Înscriși pe liste permanente                | 8 nov.          | 9 nov.          | 10 nov.         | 10 nov.         | 10 nov.         | 10 nov.         | +/–             | Total votanți   |
| Zonă                                        | Înscriși pe liste permanente                | 8 nov.          | 9 nov.          | 12:00           | 15:00           | 18:00           | 21:00           | +/–             | Total votanți   |
| ------------------------------------------- | ------------------------------------------- | --------------- | --------------- | --------------- | --------------- | --------------- | --------------- | --------------- | --------------- |
| România                                     | 18.217.156                                  | —               | —               | 15,82%          | 29,21%          | 42,19%          | 47,66%          | ▼ 4,65%         | 8.683.688       |
| Străinătate (votanți pe liste suplimentare) | Străinătate (votanți pe liste suplimentare) | 77.133          | 270.447         | 338.400         | 453.542         | 559.921         | 634.356         | ▲               | 650.159         |
| Străinătate (votanți prin corespondență)    | Străinătate (votanți prin corespondență)    | —               | —               | —               | —               | —               | —               | —               | 25.189          |
| Zonă                                        | Înscriși pe liste permanente                | Prezență la vot | Prezență la vot | Prezență la vot | Prezență la vot | Prezență la vot | Prezență la vot | Prezență la vot | Prezență la vot |
| Zonă                                        | Înscriși pe liste permanente                | 22 nov.         | 23 nov.         | 24 nov.         | 24 nov.         | 24 nov.         | 24 nov.         | +/–             | Total votanți   |
| Zonă                                        | Înscriși pe liste permanente                | 22 nov.         | 23 nov.         | 12:00           | 15:00           | 18:00           | 21:00           | +/–             | Total votanți   |
| România                                     | 18.217.411                                  | —               | —               | 16,6%           | 31,39%          | 44,31%          | 49,87%          | ▼ 12,17%        | 9.086.696       |
| Străinătate (votanți pe liste suplimentare) | Străinătate (votanți pe liste suplimentare) | 94.077          | 362.436         | 446.176         | 630.234         | 797.103         | 908.612         | ▲               | 926.574         |
| Străinătate (votanți prin corespondență)    | Străinătate (votanți prin corespondență)    | —               | —               | —               | —               | —               | —               | —               | 17.503          |
| Sursă: BEC                                  |                                             |                 |                 |                 |                 |                 |                 |                 |                 |

|  | Graficele sunt indisponibile din cauza unor probleme tehnice. Mai multe informații se găsesc la Phabricator și la wiki-ul MediaWiki. |

## Rezultate
| Candidat          | Candidat            | Partid                                                                                        | Primul tur | Primul tur | Al doilea tur | Al doilea tur |
| Candidat          | Candidat            | Partid                                                                                        | Voturi     | %          | Voturi        | %             |
| ----------------- | ------------------- | --------------------------------------------------------------------------------------------- | ---------- | ---------- | ------------- | ------------- |
|                   | Klaus Iohannis      | Partidul Național Liberal                                                                     | 3.485.292  | 37,82      | 6.509.135     | 66,09         |
|                   | Viorica Dăncilă     | Partidul Social Democrat                                                                      | 2.051.725  | 22,26      | 3.339.922     | 33,91         |
|                   | Dan Barna           | Alianța 2020 USR–PLUS - Uniunea Salvați România - Partidul Libertate, Unitate și Solidaritate | 1.384.450  | 15,02      |               |               |
|                   | Mircea Diaconu      | Alianța electorală „Un Om” - PRO România - Partidul Alianța Liberalilor și Democraților       | 815.201    | 8,85       |               |               |
|                   | Theodor Paleologu   | Partidul Mișcarea Populară                                                                    | 527.098    | 5,72       |               |               |
|                   | Hunor Kelemen       | Uniunea Democrată Maghiară din România                                                        | 357.014    | 3,87       |               |               |
|                   | Ramona Bruynseels   | Partidul Puterii Umaniste                                                                     | 244.275    | 2,65       |               |               |
|                   | Alexandru Cumpănașu | Independent                                                                                   | 141.316    | 1,53       |               |               |
|                   | Viorel Cataramă     | Dreapta Liberală                                                                              | 48.622     | 0,53       |               |               |
|                   | Bogdan Stanoevici   | Independent                                                                                   | 39.192     | 0,43       |               |               |
|                   | Cătălin Ivan        | Alternativa pentru Demnitate Națională                                                        | 32.787     | 0,36       |               |               |
|                   | Ninel Peia          | Partidul Neamul Românesc                                                                      | 30.884     | 0,34       |               |               |
|                   | Sebastian Popescu   | Partidul Noua Românie                                                                         | 30.850     | 0,33       |               |               |
|                   | John Banu           | Partidul Națiunea Română                                                                      | 25.769     | 0,3        |               |               |
| Voturi nule       | Voturi nule         | Voturi nule                                                                                   | 142.961    | 1,53       | 182.648       | 1,82          |
| Total             | Total               | Total                                                                                         | 9.359.673  | 100        | 10.031.762    | 100           |
| Înscriși/Prezență | Înscriși/Prezență   | Înscriși/Prezență                                                                             | 18.217.156 | 51,19      | 18.217.411    | 54,86         |
| Sursă: BEC        |                     |                                                                                               |            |            |               |               |

### Primul tur
| Județ           | Prezență | Iohannis (%) | Dăncilă (%) | Barna (%) | Diaconu (%) | Paleologu (%) | Kelemen (%) | Bruynseels (%) | Cumpănașu (%) |
| --------------- | -------- | ------------ | ----------- | --------- | ----------- | ------------- | ----------- | -------------- | ------------- |
| Județ           | Prezență |              |             |           |             |               |             |                |               |
| Județ           | Prezență | 37,82        | 22,26       | 15,02     | 8,85        | 5,72          | 3,87        | 2,65           | 1,53          |
| Alba            | 51,69%   | 51,76        | 17,33       | 11,4      | 6,23        | 5,32          | 2,25        | 2,71           | 1,04          |
| Arad            | 45,11%   | 43,3         | 17,29       | 13,97     | 8,19        | 6,74          | 4,18        | 2,83           | 1,49          |
| Argeș           | 50,94%   | 30,19        | 30,88       | 12,31     | 14,03       | 5,12          | 0,26        | 3,18           | 1,76          |
| Bacău           | 41,78%   | 36,98        | 25,68       | 13,07     | 9,96        | 5,26          | 0,72        | 3,32           | 1,57          |
| Bihor           | 48,4%    | 36,03        | 18,59       | 11,4      | 7,89        | 5,63          | 15,39       | 2,21           | 1,11          |
| Bistrița-Năsăud | 46,25%   | 48,76        | 20,05       | 10,22     | 5,97        | 6,15          | 3,13        | 2,45           | 1,07          |
| Botoșani        | 41,67%   | 31,08        | 34,16       | 8,79      | 12,46       | 4,61          | 0,48        | 3,13           | 1,85          |
| Brașov          | 53,75%   | 41,92        | 15,21       | 18,05     | 9,68        | 5,38          | 3,31        | 2,76           | 1,25          |
| Brăila          | 45,35%   | 33,24        | 31,12       | 9,58      | 12,15       | 4,66          | 0,36        | 3,89           | 1,89          |
| București       | 51,41%   | 31,77        | 17,89       | 24,83     | 11,3        | 8,07          | 0,21        | 2,48           | 1,16          |
| Buzău           | 47,95%   | 29,69        | 34,56       | 9,78      | 13,42       | 4,27          | 0,31        | 3,63           | 1,75          |
| Caraș-Severin   | 43,02%   | 38,48        | 30,86       | 8,7       | 9,1         | 5,66          | 0,57        | 3,01           | 1,36          |
| Călărași        | 44,52%   | 37,62        | 31,84       | 9,16      | 9,32        | 3,69          | 0,34        | 3,06           | 2,26          |
| Cluj            | 59,2%    | 42,09        | 10,43       | 20,18     | 5,94        | 8,7           | 7,8         | 2,52           | 0,72          |
| Constanța       | 50,88%   | 40,15        | 20,24       | 15,77     | 9,73        | 6,43          | 0,26        | 3,09           | 1,65          |
| Covasna         | 37,02%   | 16,66        | 6,91        | 5,95      | 3,91        | 2,04          | 61,39       | 1,19           | 0,67          |
| Dâmbovița       | 49,83%   | 35,77        | 32,49       | 9,64      | 10,18       | 4,74          | 0,26        | 2,56           | 1,81          |
| Dolj            | 47,95%   | 31,96        | 36,87       | 11,4      | 9,76        | 3,79          | 0,28        | 2,31           | 1,67          |
| Galați          | 44,06%   | 34,44        | 27,17       | 13,31     | 11,38       | 5,73          | 0,37        | 3,46           | 1,63          |
| Giurgiu         | 52,01%   | 30,5         | 42,85       | 7,65      | 9,89        | 3,06          | 0,29        | 2,13           | 1,61          |
| Gorj            | 46,44%   | 30,06        | 37,54       | 9,83      | 9,48        | 5,22          | 0,48        | 3,33           | 1,54          |
| Harghita        | 42,32%   | 9,45         | 4,1         | 3,75      | 1,83        | 1,19          | 77,73       | 0,72           | 0,32          |
| Hunedoara       | 48,22%   | 34,4         | 29,73       | 11,06     | 9,81        | 5,08          | 1,82        | 4,35           | 1,4           |
| Ialomița        | 41,76%   | 32,13        | 32,71       | 11,11     | 11,73       | 4,22          | 0,44        | 3,05           | 2,09          |
| Iași            | 43,21%   | 36,3         | 21,35       | 17,87     | 9,53        | 7,85          | 0,28        | 2,6            | 1,52          |
| Ilfov           | 63,13%   | 39,27        | 18,57       | 19,46     | 9,55        | 6,32          | 0,21        | 2,61           | 1,57          |
| Maramureș       | 40,68%   | 40,08        | 20,67       | 13,85     | 7,34        | 7,97          | 3,72        | 2,93           | 1,17          |
| Mehedinți       | 47,53%   | 34,84        | 39,79       | 6,68      | 9,76        | 3,39          | 0,4         | 2,09           | 1,21          |
| Mureș           | 45,26%   | 34,81        | 13,46       | 11,1      | 5,98        | 3,69          | 26,29       | 2,16           | 0,98          |
| Neamț           | 42,83%   | 36,46        | 26,09       | 12,13     | 11,12       | 5,87          | 0,41        | 3,13           | 1,74          |
| Olt             | 51%      | 29,72        | 42,99       | 7,36      | 8,05        | 3,12          | 0,28        | 2,23           | 4,42          |
| Prahova         | 50,49%   | 38,71        | 22,97       | 14,08     | 10,07       | 6,03          | 0,29        | 3,3            | 1,67          |
| Satu Mare       | 37,68%   | 35,86        | 15,45       | 9,07      | 6,14        | 3,16          | 26,22       | 1,72           | 0,77          |
| Sălaj           | 48,32%   | 33,97        | 17,74       | 15,44     | 5,68        | 4,53          | 17,82       | 2,3            | 0,79          |
| Sibiu           | 53,76%   | 66,74        | 9,71        | 11,06     | 4,93        | 3,39          | 0,78        | 1,4            | 0,61          |
| Suceava         | 43,01%   | 39,33        | 24,93       | 10,74     | 10          | 7,04          | 0,36        | 2,8            | 1,82          |
| Teleorman       | 50,29%   | 30,09        | 47,27       | 6,56      | 6,72        | 3,78          | 0,28        | 2,12           | 1,46          |
| Timiș           | 50,85%   | 43,82        | 13,94       | 20,96     | 7,41        | 6,53          | 1,46        | 2,82           | 1,11          |
| Tulcea          | 43,91%   | 39,27        | 23,4        | 12,61     | 9,97        | 5,75          | 0,46        | 3,51           | 1,99          |
| Vaslui          | 35,47%   | 33,16        | 32,24       | 12,15     | 9,16        | 5,33          | 0,57        | 2,74           | 1,98          |
| Vâlcea          | 48,82%   | 36,61        | 32,56       | 10,05     | 9,69        | 4,27          | 0,41        | 2,82           | 1,52          |
| Vrancea         | 45,98%   | 40,74        | 28,17       | 10,07     | 9,1         | 4,79          | 0,32        | 2,65           | 1,63          |
|                 |          |              |             |           |             |               |             |                |               |
| Diaspora        | —        | 52,81        | 2,74        | 27,66     | 3,64        | 6,43          | 0,52        | 1,72           | 2,48          |

### Al doilea tur
| Județ           | Prezență | Iohannis (%) | Dăncilă (%) |
| --------------- | -------- | ------------ | ----------- |
| Județ           | Prezență |              |             |
| Județ           | Prezență | 66,09        | 33,91       |
| Alba            | 54,89%   | 73,43        | 26,57       |
| Arad            | 49,01%   | 69,66        | 30,34       |
| Argeș           | 54,22%   | 52,19        | 47,81       |
| Bacău           | 43,13%   | 62,02        | 37,98       |
| Bihor           | 49,35%   | 66,11        | 33,89       |
| Bistrița-Năsăud | 50,4%    | 71,9         | 28,1        |
| Botoșani        | 43,87%   | 50,22        | 49,78       |
| Brașov          | 56,63%   | 73,55        | 26,45       |
| Brăila          | 47,27%   | 54,04        | 45,96       |
| București       | 54,39%   | 67,52        | 32,48       |
| Buzău           | 49,56%   | 50,38        | 49,62       |
| Caraș-Severin   | 46,12%   | 56,52        | 43,48       |
| Călărași        | 48,07%   | 53,91        | 46,09       |
| Cluj            | 62,06%   | 81,18        | 18,82       |
| Constanța       | 53,2%    | 68,47        | 31,53       |
| Covasna         | 25,86%   | 72,93        | 27,07       |
| Dâmbovița       | 53%      | 53,8         | 46,2        |
| Dolj            | 51,45%   | 51,79        | 48,21       |
| Galați          | 45,37%   | 60,18        | 39,82       |
| Giurgiu         | 55,9%    | 45,18        | 54,82       |
| Gorj            | 51,17%   | 48,1         | 51,9        |
| Harghita        | 22,86%   | 70,37        | 29,63       |
| Hunedoara       | 50,93%   | 54,79        | 45,21       |
| Ialomița        | 45,04%   | 52,21        | 47,79       |
| Iași            | 45,34%   | 66,21        | 33,79       |
| Ilfov           | 68,58%   | 68,23        | 31,77       |
| Maramureș       | 45,42%   | 68,12        | 31,88       |
| Mehedinți       | 52,13%   | 48,03        | 51,97       |
| Mureș           | 43,88%   | 73,6         | 26,4        |
| Neamț           | 44,5%    | 58,72        | 41,28       |
| Olt             | 54%      | 45,59        | 54,41       |
| Prahova         | 53,23%   | 64,39        | 35,61       |
| Satu Mare       | 37,83%   | 72,56        | 27,44       |
| Sălaj           | 48,36%   | 69,15        | 30,85       |
| Sibiu           | 58,13%   | 85,28        | 14,72       |
| Suceava         | 44,93%   | 61,35        | 38,65       |
| Teleorman       | 53,06%   | 40,83        | 59,17       |
| Timiș           | 55,11%   | 76,32        | 23,64       |
| Tulcea          | 46,1%    | 64,65        | 35,35       |
| Vaslui          | 37,53%   | 54,14        | 45,86       |
| Vâlcea          | 52,76%   | 53,59        | 46,41       |
| Vrancea         | 47,42%   | 59,3         | 40,7        |
|                 |          |              |             |
| Diaspora        | —        | 93,96        | 6,04        |